# Murcof
Murcof (настоящее имя — Фернандо Корона, исп. Fernando Corona) — мексиканский музыкант и композитор в жанре электронной музыки. Корона родился в Тихуане (Мексика) в 1970 году и вырос в Энсеннаде. Некоторое время он состоял в электронной группе Nortec Collective, образованной в Тихуане, под ранним псевдонимом Terrestre. В 2000 году Фернандо вернулся в Тихуану, а позже переехал в Барселону (Испания).

## Музыка
Музыка разреженная, минималистическая электроника. Хотя построена на абстракции, глитче, в комплексе с редкими электронными ударными записи Короны зачастую более мелодичные и традиционно выстроенные, в сравнении с многими произведениями современных электронных музыкантов. Во многих записях используются приемы оркестровой музыки, взятой из работ современных композиторов, таких как Арво Пярт.

## Дискография

### Альбомы
- Martes (2002, Static Discos, Мексика; Leaf, Великобритания и США)
- Utopia (2004, Leaf)
- Martes/Utopía (2005, Static Discos)
- Remembranza (2005, Leaf)
- Cosmos (2007, Leaf)
- The Versailles Sessions (2008, Leaf)
- La Sangre Iluminada (2009, Intolerancia; саундтрек)

### Синглы и EP
- Monotonu (2002, Context Free Media)
- Ulyssess (2003, Leaf)
- Utopia Remixes (2004, Leaf)
- Ultimatum (2004, Leaf)